# アイ・ライト・シンズ・ノット・トラジェディーズ
「アイ・ライト・シンズ・ノット・トラジェディーズ」（I Write Sins Not Tragedies）は、アメリカ合衆国のポップ・ロック・バンドであるパニック!アット・ザ・ディスコの楽曲。2005年に発売されたデビュー・アルバム『フィーバーは止まらない』に収録された後、2006年1月16日にシングル・カットされた。プロデュースはマット・スクワイア。『ビルボード』誌のHot 100では最高位7位、全英シングルチャートでは最高位25位を記録。

## 歌詞・曲の構成
曲のタイトルは、ダグラス・クープランドの小説『シャンプー・プラネット』に登場するセリフに由来。バンドのマネージャーであるスコット・アーデルベルクによれば、仮タイトルは「Flam Chorus」。歌詞は結婚式の悲喜劇を描いたもので、作詞を手がけたライアン・ロスが経験した彼女との破局から影響を受けている。
曲は外部ミュージシャンのヘザー・ステッビンスによるピッツィカートを使用したチェロのイントロから始まる。キーはAマイナーで、テンポは170BPM。ジャンルの分類についてはダンス・パンク、エモ、ポップ・パンクなど、文献によって異なっている。

## リリース・評価
2005年9月27日、フュエルド・バイ・ラーメンおよびディケイダンス・レコードからデビュー・アルバム『フィーバーは止まらない』が発売され、「アイ・ライト・シンズ・ノット・トラジェディーズ」は「君がやってくれた方がいいのに」と「いつもエステバンを神に感謝」の間の10曲目に収録された。2006年1月16日に2作目のシングルとしてリカットされた。『ビルボード』誌のBubbling Under Hot 100において2006年2月11日の週のチャートで初めてチャートインし、3月11日の週のチャートで第4位を記録。その後8月26日の週のBillboard Hot 100で最高位7位を記録。なお、パニック!アット・ザ・ディスコのBillboard Hot 100でのトップ10入りは、2019年に「ハイ・ホープス」（2018年発売）が最高位7位を記録するまで本作のみとなっていた。
アメリカのラジオ局でのオンエアでは、一部歌詞の差し替えや「シーッ」という音を加えたエディットバージョンが使用された。
『musicOMH』のフィオナ・マッキンレイは、アルバム『フィーバーは止まらない』のハイライトの1つとして本作を挙げ、「絶対的に素晴らしい」と評した。『CDJournal』は重厚なストリングス・サウンドが、幻想的かつカラフルな音空間を作り上げていると評した。2022年に『バラエティ』誌は史上最高のエモ・ソングの1つとして本作を挙げた。

## ミュージック・ビデオ
「アイ・ライト・シンズ・ノット・トラジェディーズ」のミュージック・ビデオは、シェーン・ドレイクが監督を務めた作品。ミュージック・ビデオは、新郎と新婦が結婚式（参列したゲストは全員ピエロのメイクをしている）を挙げるところから始まる。式の途中でリングマスターのユーリー率いるバンドやサーカス団のメンバー（ルーセント・ドシエ・エクスペリエンス）が乱入し、動揺した新婦は新郎との口論の末、教会を出て行く（この時参列したゲストの1人が新婦を追いかける）。ユーリーに連れられるかたちで教会の外に出た新郎は、追いかけてきたゲストとキスをしている新婦を見つける。ユーリーと新郎がカメラに向かって頭を下げると、リングマスターの衣装を身に纏った新郎が頭を上げる。ここでリングマスターのユーリーが新郎の別人格であったことが発覚する。
新郎役としてダニエル・アイザック・マガフィーが出演。マガフィーは元々プロモーション・ビデオを手がける映像監督だが、激ロックのインタビューでこのことについて聞かれたユーリーはいや、彼がどんな仕事をやってるのか知らなかったよ。このPVの出演者オーディションで選んで出演してもらっただけだからと答えている。
「アイ・ライト・シンズ・ノット・トラジェディーズ」のミュージック・ビデオは、2006年のMTV Video Music Awardsで最優秀ビデオ賞を受賞。2011年、『ビルボード』誌が行なった2000年代に発表されたミュージック・ビデオを対象とした世論調査で第3位にランクイン。

## シングル収録曲
| #  | タイトル                                                                                               | 作詞           | 作曲                                                   |
| -- | --- | -------------- | ------------------------------------------------------ |
| A. | 「アイ・ライト・シンズ・ノット・トラジェディーズ〜いつわりのウェディング」(I Write Sins Not Tragedies) | ライアン・ロス | ライアン・ロス スペンサー・スミス ブレンドン・ユーリー |

| 全作詞: ライアン・ロス、全作曲: ライアン・ロス、スペンサー・スミス、ブレンドン・ユーリー。 | |                |                                                          |      |
| #                                                                                          | タイトル | 作詞           | 作曲・編曲                                               | 時間 |
| 1.                                                                                         | 「アイ・ライト・シンズ・ノット・トラジェディーズ〜いつわりのウェディング」(I Write Sins Not Tragedies)       | ライアン・ロス | ライアン・ロス、スペンサー・スミス、ブレンドン・ユーリー | 3:10 |
| 2.                                                                                         | 「朝食には釘を、おやつには鋲を（デモ・ヴァージョン）」(Nails for Breakfast, Tacks for Snacks (Demo Version)) | ライアン・ロス | ライアン・ロス、スペンサー・スミス、ブレンドン・ユーリー | 3:57 |
| 合計時間:                                                                                  | 合計時間: | 7:07           |                                                          |      |

| 全作詞: ライアン・ロス、全作曲: ライアン・ロス、スペンサー・スミス、ブレンドン・ユーリー。 | |                |                                                          |      |
| #                                                                                          | タイトル | 作詞           | 作曲・編曲                                               | 時間 |
| 1.                                                                                         | 「アイ・ライト・シンズ・ノット・トラジェディーズ〜いつわりのウェディング」(I Write Sins Not Tragedies) | ライアン・ロス | ライアン・ロス、スペンサー・スミス、ブレンドン・ユーリー | 3:10 |
| 2.                                                                                         | 「朝食には釘を、おやつには鋲を（デモ・ヴァージョン）」(Nails for Breakfast, Tacks for Snacks (Demo Version)) | ライアン・ロス | ライアン・ロス、スペンサー・スミス、ブレンドン・ユーリー | 3:57 |
| 3.                                                                                         | 「殉死と自殺の差は記事になるかならないか（トミー・サンシャイン・ブルックリン・ファイアー・リミックス）」(The Only Difference Between Martyrdom and Suicide Is Press Coverage (Tommie Sunshine Brooklyn Fire Remix)) | ライアン・ロス | ライアン・ロス、スペンサー・スミス、ブレンドン・ユーリー | 5:04 |
| 合計時間:                                                                                  | 合計時間: | 12:11          |                                                          |      |

| #         | タイトル                                                                                               | 作詞・作曲                                                                                         | 時間 |
| --------- | --- | -------------------------------------------------------------------------------------------------- | ---- |
| 1.        | 「アイ・ライト・シンズ・ノット・トラジェディーズ〜いつわりのウェディング」(I Write Sins Not Tragedies) | ライアン・ロス スペンサー・スミス ブレンドン・ユーリー                                             | 3:07 |
| 2.        | 「カーマ・ポリス（ライヴ／デンヴァー・ヴァージョン）」(Karma Police (Live in Denver))                  | トム・ヨーク ジョニー・グリーンウッド エド・オブライエン コリン・グリーンウッド フィル・セルウェイ | 3:23 |
| 合計時間: | 合計時間:                                                                                              | 合計時間:                                                                                          | 6:30 |

| #  | タイトル | 作詞 | 作曲・編曲 |
| -- | --- | ---- | ---------- |
| A. | 「アイ・ライト・シンズ・ノット・トラジェディーズ〜いつわりのウェディング」(I Write Sins Not Tragedies)              |      |            |
| B. | 「君がやってくれた方がいいのに（ライヴ／グラスゴー・ヴァージョン）」(But It's Better If You Do (Live from Glasgow)) |      |            |

| #  | タイトル | 作詞 | 作曲・編曲 |
| -- | --- | ---- | ---------- |
| A. | 「アイ・ライト・シンズ・ノット・トラジェディーズ〜いつわりのウェディング（アルバム・ヴァージョン）」(I Write Sins Not Tragedies (Album Version))            |      |            |
| B. | 「アイ・ライト・シンズ・ノット・トラジェディーズ〜いつわりのウェディング（ライヴ／デンヴァー・ヴァージョン）」(I Write Sins Not Tragedies (Live in Denver)) |      |            |

| #  | タイトル | 作詞 | 作曲・編曲 | 時間 |
| -- | --- | ---- | ---------- | ---- |
| 1. | 「アイ・ライト・シンズ・ノット・トラジェディーズ〜いつわりのウェディング」(I Write Sins Not Tragedies) |      |            | 3:10 |
| 2. | 「朝食には釘を、おやつには鋲を（デモ・ヴァージョン）」(Nails for Breakfast, Tacks for Snacks (Demo Version)) |      |            | 3:57 |
| 3. | 「殉死と自殺の差は記事になるかならないか（トミー・サンシャイン・ブルックリン・ファイアー・リミックス）」(The Only Difference Between Martyrdom and Suicide Is Press Coverage (Tommie Sunshine Brooklyn Fire Remix)) |      |            | 5:04 |
| 4. | 「アイ・ライト・シンズ・ノット・トラジェディーズ〜いつわりのウェディング（ミュージック・ビデオ）」(I Write Sins Not Tragedies (Video))                                                                              |      |            |      |

## クレジット
※特記を除き、出典は『フィーバーは止まらない』のブックレット
パニック!アット・ザ・ディスコ
- ブレンドン・ユーリー – ボーカル、ギター、ベース、キーボード、ピアノ、アコーディオン、オルガン
- ライアン・ロス – ギター、作詞、キーボード、ピアノ、アコーディオン、オルガン
- スペンサー・スミス – ドラム、パーカッション

外部ミュージシャン
- ヘザー・ステッビンス – チェロ
- サマンサ・バインズ – ヴァイオリン

スタッフ
- マット・スクワイア – プロデュース、エンジニア、ミキシング
- パニック!アット・ザ・ディスコ – アディショナル・プロダクション
- UEナスタシ – マスタリング

## チャート成績

### 週間チャート
| チャート (2006年)                        | 最高位 |
| ---------------------------------------- | ------ |
| オーストラリア (ARIA)                    | 12     |
| ベルギー (Ultratip Flanders)             | 12     |
| Canada All-format Airplay (Billboard)    | 20     |
| Canada CHR/Top 40 (Billboard)            | 8      |
| Canada Hot AC (Billboard)                | 36     |
| ドイツ (GfK Entertainment charts)        | 66     |
| アイルランド (IRMA)                      | 50     |
| Mexico Ingles Airplay (Billboard)        | 38     |
| オランダ (Dutch Top 40)                  | 29     |
| オランダ (Single Top 100)                | 45     |
| ニュージーランド (RMNZ)                  | 5      |
| スコットランド (Official Charts Company) | 23     |
| UK シングルス (OCC)                      | 25     |
| US Billboard Hot 100                     | 7      |
| US Adult Pop Airplay (Billboard)         | 16     |
| US Alternative Songs (Billboard)         | 12     |
| US Mainstream Top 40 (Billboard)         | 2      |

### 年間チャート
| チャート (2006年)     | 順位 |
| --------------------- | ---- |
| オーストラリア (ARIA) | 50   |
| US Billboard Hot 100  | 20   |

## 認定
| 国/地域                                                                                  | 認定        | 認定/売上数 |
| ---------------------------------------------------------------------------------------- | ----------- | ----------- |
| カナダ (Music Canada)                                                                    | 4× Platinum | 320,000     |
| デンマーク (IFPI Danmark)                                                                | Gold        | 4,000^      |
| イギリス (BPI)                                                                           | Platinum    | 600,000     |
| アメリカ合衆国 (RIAA)                                                                    | 8× Platinum | 8,000,000   |
| 着信音                                                                                   |             |             |
| アメリカ合衆国 (RIAA)                                                                    | Gold        | 500,000*    |
| * 認定のみに基づく売上数 · ^ 認定のみに基づく出荷枚数 · 認定のみに基づく売上数と再生回数 |             |             |

## 発売日一覧
| 国/地域        | 発売日         | 規格                   | レーベル                   | 注     |
| -------------- | -------------- | ---------------------- | -------------------------- | ------ |
| アメリカ合衆国 | 2006年1月16日  | デジタル・ダウンロード | フュエルド・バイ・ラーメン | [ 1 ]  |
| イギリス       | 2006年2月27日  | CD                     | フュエルド・バイ・ラーメン | [ 49 ] |
| オーストラリア | 2006年5月22日  | CD                     | フュエルド・バイ・ラーメン | [ 50 ] |
| イギリス       | 2006年10月30日 | 7インチ CD             | フュエルド・バイ・ラーメン | [ 51 ] |